# آرشي كولينز
آرشي كولينز (بالإنجليزية: Archie Collins)‏ هو لاعب كرة قدم بريطاني، ولد في 31 أغسطس 1999. لعب مع نادي إكزتر سيتي.